# Cueca samba-canção

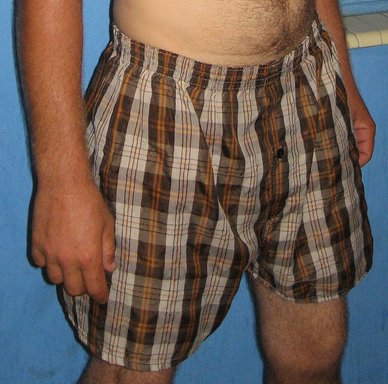
Homem vestindo uma cueca samba-canção, uma versão reduzida da ceroula.

Cueca samba-canção ou ceroula é uma cueca semelhante a um short, usada por homens sob as calças. Atualmente, o uso de longas ceroulas está em desuso, mas, a versão boxer, mais curta, é muito popular.